# فرنك بيكارد
فرنك بيكارد (بالفرنسية: Franck Piccard )‏ (و. 1965  م) هو متزلج جبال فرنسي، شارك في الألعاب الأولمبية الشتوية 1992، والتزلج على المنحدرات الثلجية في ألعاب أولمبية شتوية 1988 – رجال سوبر جي ‏، والألعاب الأولمبية الشتوية 1994، والتزلج على المنحدرات الثلجية في الألعاب الأولمبية الشتوية 1992 – رجال انحدار ‏، والألعاب الأولمبية الشتوية 1988، والتزلج على المنحدرات الثلجية في الألعاب الأولمبية الشتوية 1988 – رجال انحدار ‏، والألعاب الأولمبية الشتوية 1984.

## روابط خارجية
- فرنك بيكارد على موقع الاتحاد الدولي للتزلج (التزلج على المنحدرات الثلجية) (الإنجليزية)
- فرنك بيكارد على موقع اللجنة الأولمبية الدولية (الإنجليزية)
- فرنك بيكارد على موقع أوليمبيديا (الإنجليزية)